# Península del Alacrán

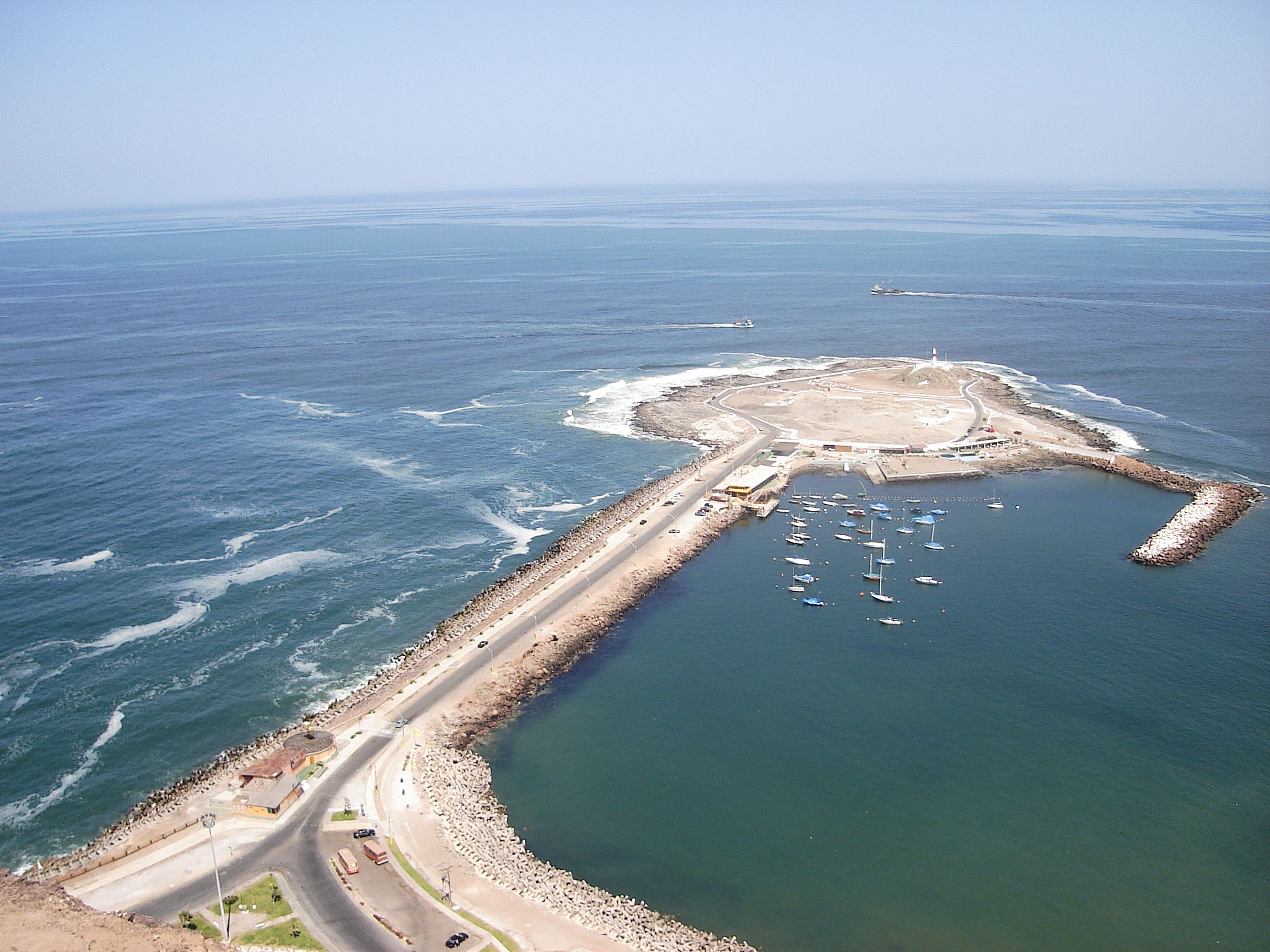
Vista panorámica de la península desde el Morro de Arica.

La península del Alacrán o ex isla del Alacrán  es una isla convertida artificialmente en
península ubicada en la costa del océano Pacífico, frente al morro de Arica en el puerto de la ciudad homónima, originada en 1964 por la unión de la isla de 49369 m², denominada originalmente '"isla del Guano"' o '"isla del Alacrán"', y situada a 460 m de la costa, mediante un camino artificial. Fue declarado Monumento Nacional el 13 de diciembre de 1985, junto a los restos de fortificación.

## Historia

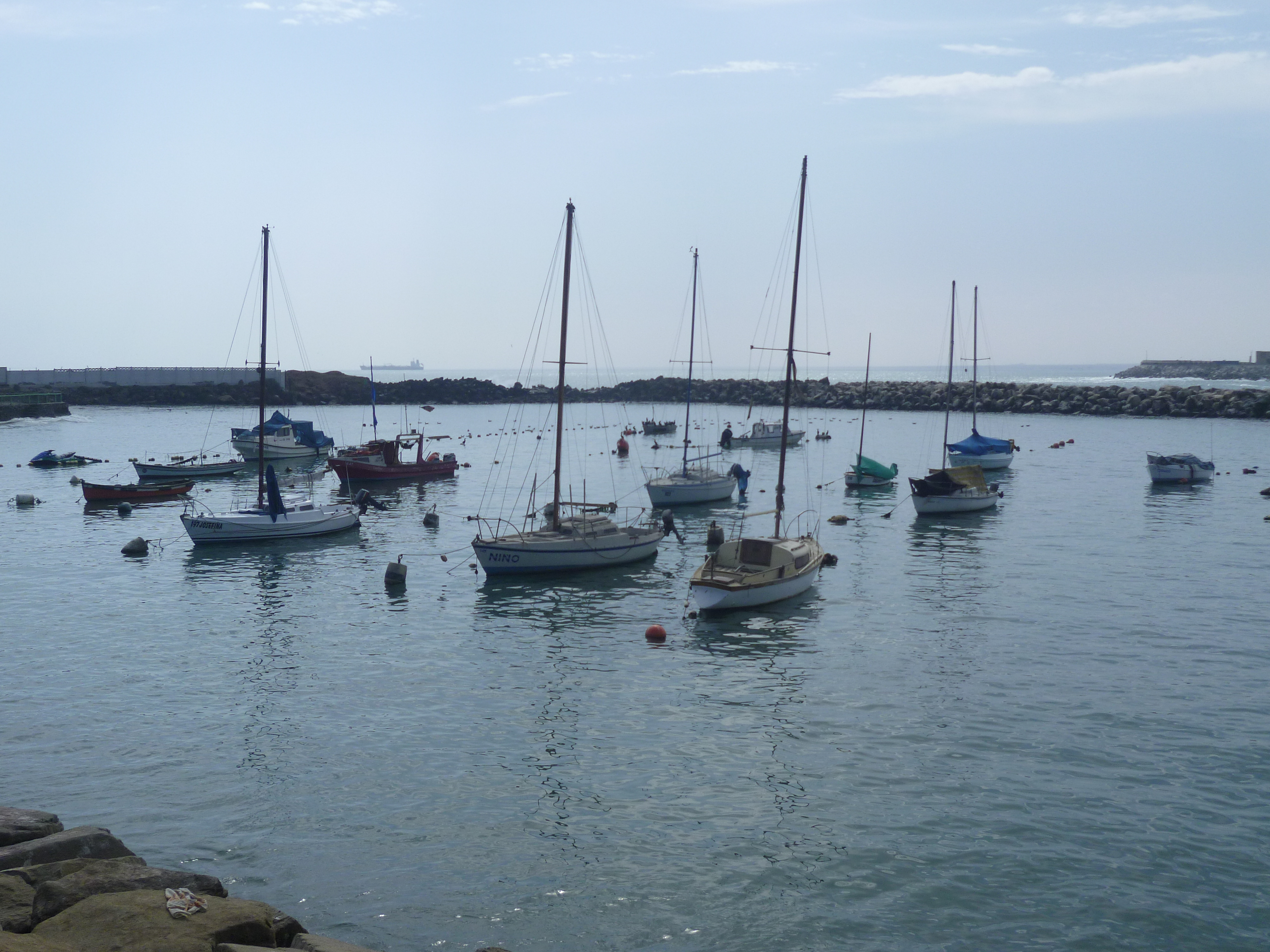
Club de Yates de Arica.

En la isla del Alacrán (hoy península) se han encontrado restos de arpones y anzuelos de sus primeros habitantes, que datan del siglo I y II. 
Fue usada por los camanchacos como lugar para recolectar mariscos, así como fue utilizado para la extracción del guano. Después del levantamiento de Túpac Amaru II en 1781, la isla se convirtió en presidio de Juan Buitrón y el indígena Alí que se sublevaron en Tacna y Arica.
El virrey José de La Serna destacó al coronel Juan Ramón Rodil en la isla, al mando de una guarnición perteneciente al batallón Arequipa. Después de la Guerra Hispano-Sudamericana en 1866, el gobierno de Perú construyó un fuerte con 8 cañones en la isla. Para el terremoto de 1868, aún no estaba concluido.
Durante la Guerra del Pacífico el lugar sirvió para que el coronel peruano Leoncio Prado Gutiérrez instalara un cuerpo de torpederas. Allí, el 27 de febrero de 1880, durante el Combate naval de Arica, Leoncio Prado realizó acciones que en conjunto con el monitor Manco Cápac, lograron que las naves chilenas se retiraran del combate.
El gobierno de Chile convirtió la isla en una península en 1964, construyendo un camino artificial, que la unió con el continente, cuyos trabajos se concluyeron en 1965. En la actualidad, la península alberga en su costado norte al Club de Yates de Arica, mientras en el costado sur se ubica la playa del Alacrán, muy apreciada para la práctica del bodyboard y del surf. Desde aquí se obtienen espléndidas vistas del Morro, el Puerto y la ciudad. Se accede a esta por la avenida Comandante San Martín al sur.

## Deportes y competencias
Cada año se realiza el grand slam el Arica Chilean Challenge que reúne a los mejores exponentes de bodyboard, este deporte acuático que llegan de todos los rincones del planeta.[cita requerida]

## Galería

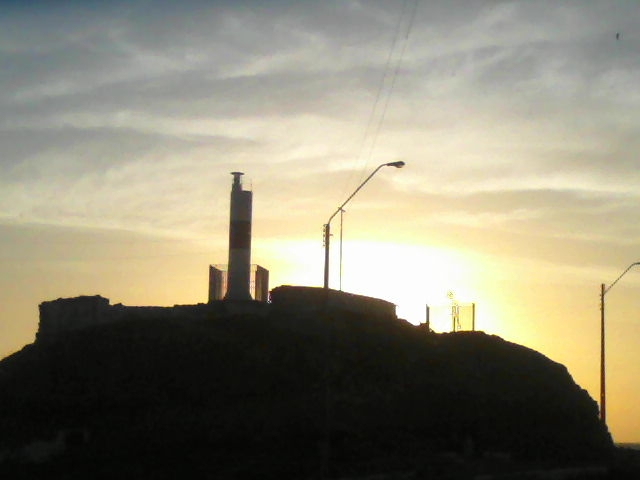
Faro Península Alacrán.
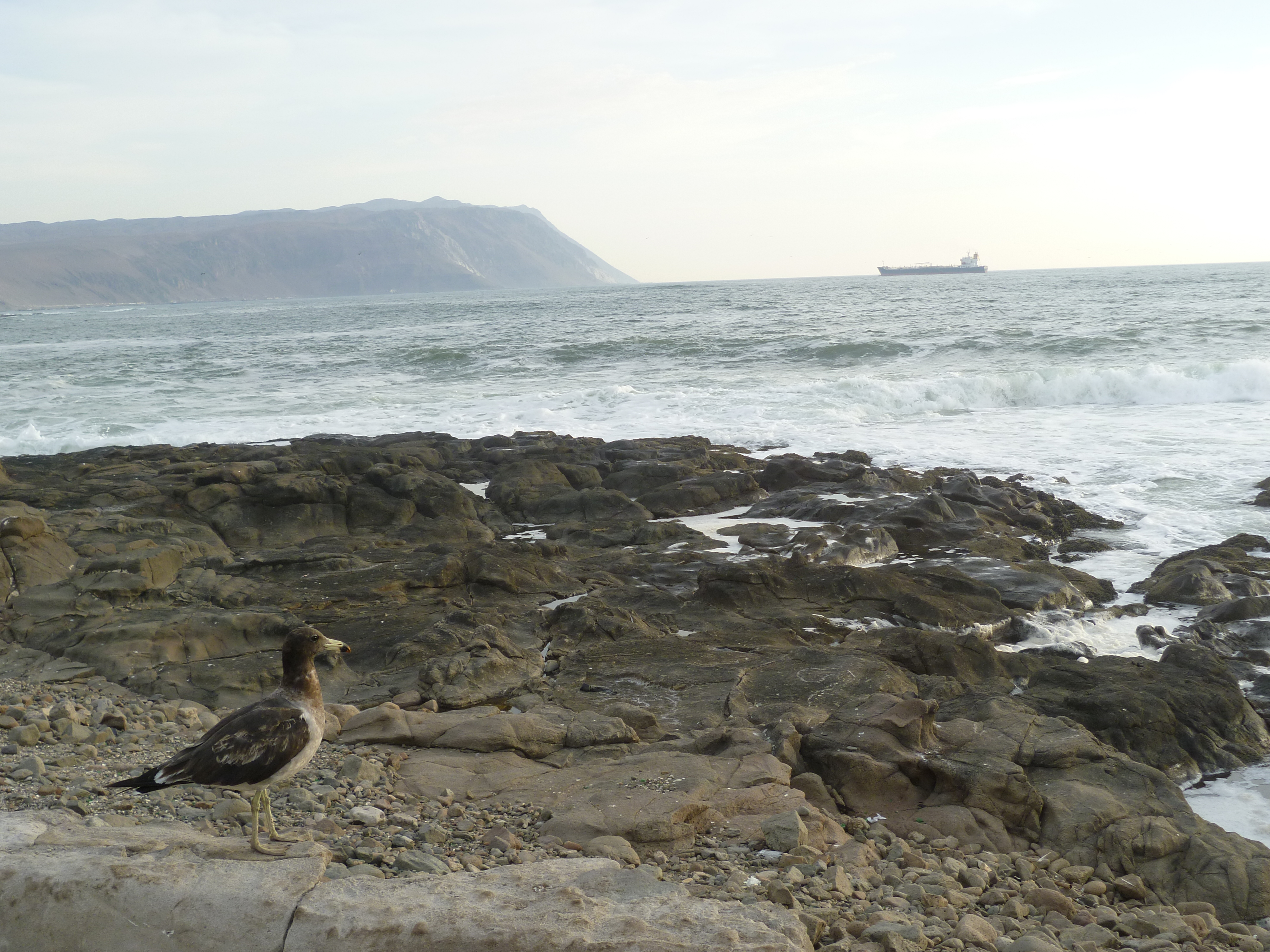
Gaviota Peruana Juvenil en Península Alacrán.
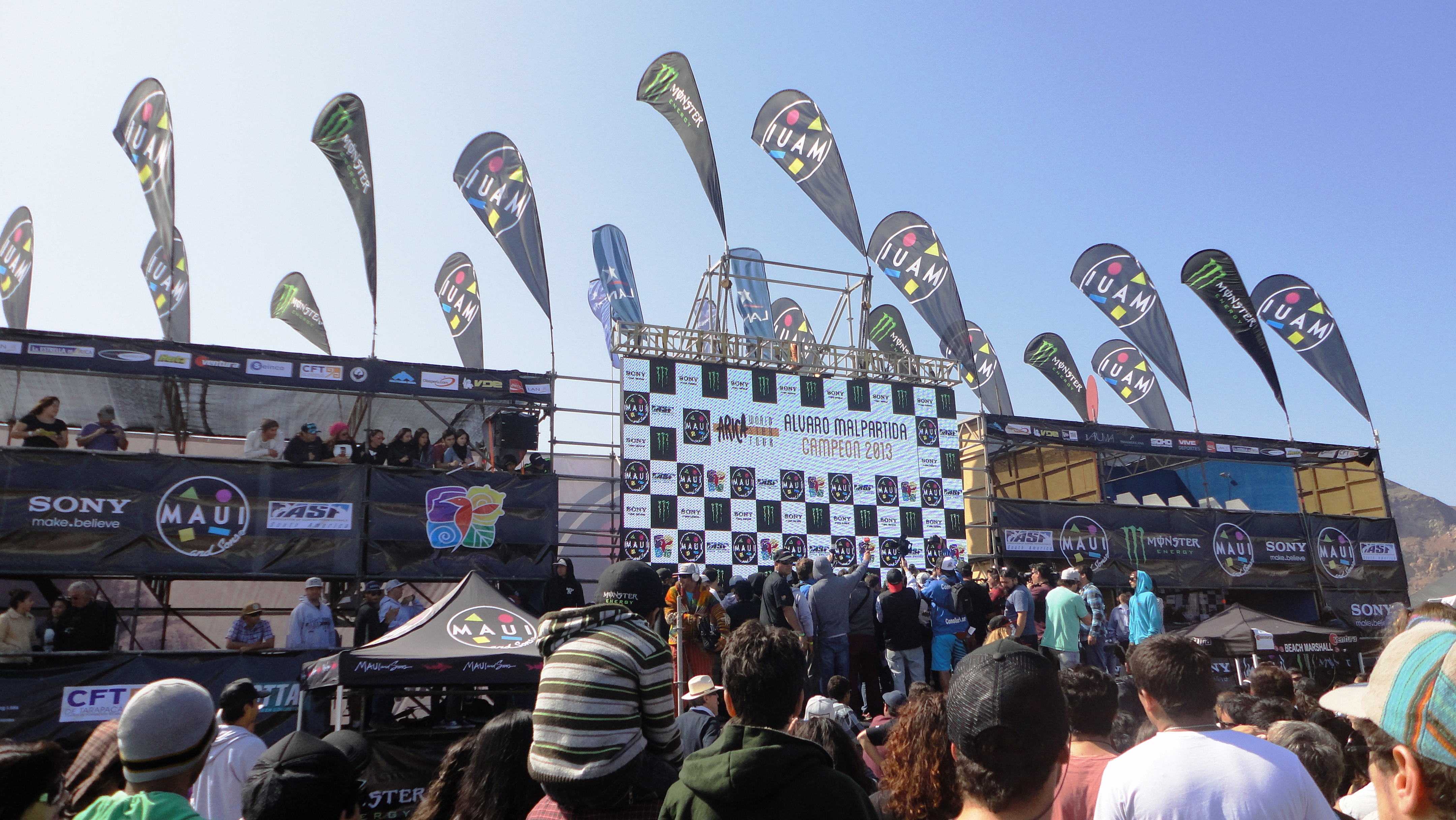
Campeonato de bodyboard.
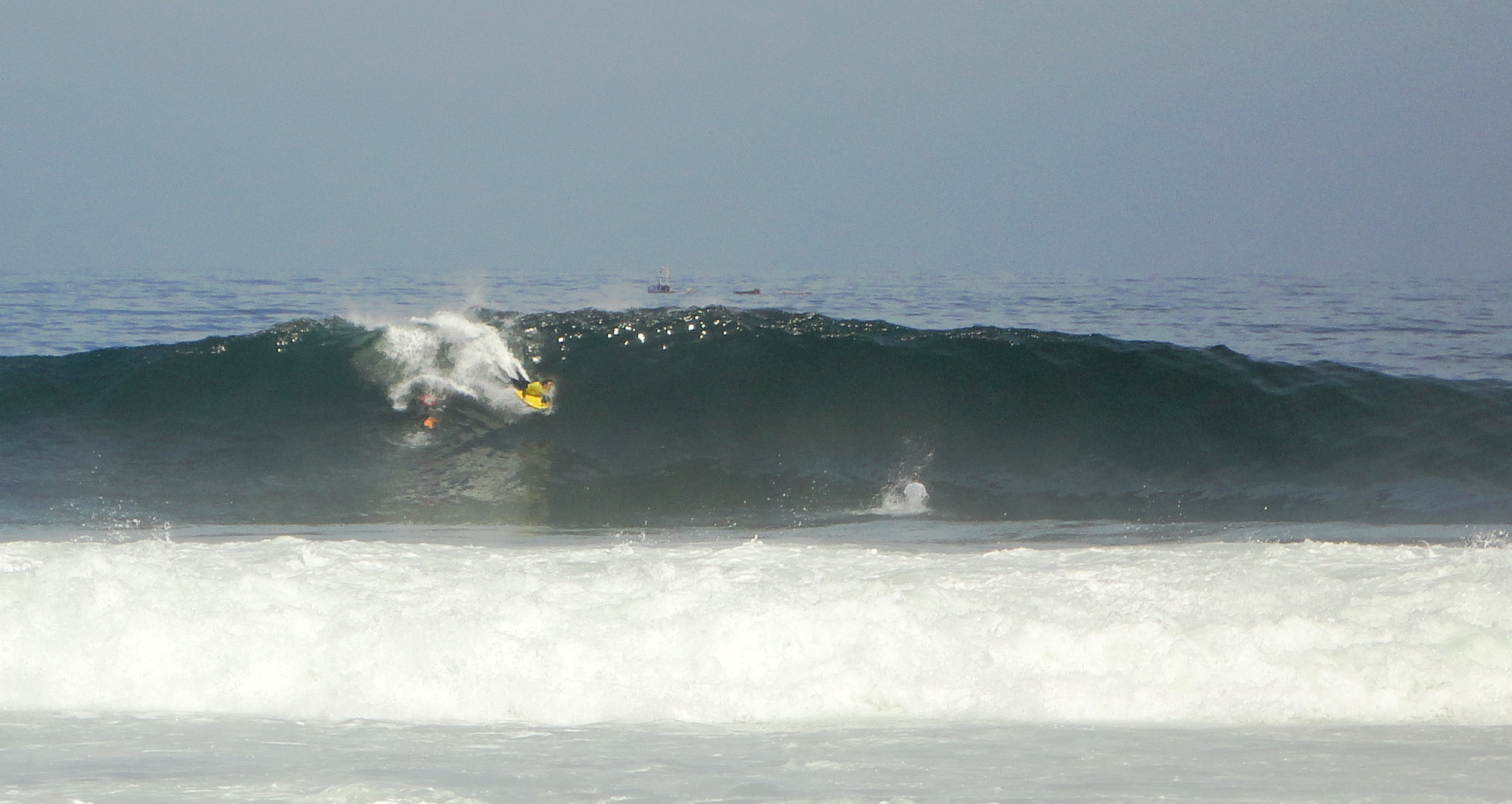
Corriendo ola el gringo.